# دوبردو دل لاگو
دوبردو دل لاگو (به ایتالیایی: Doberdò del Lago) یک کومونه در ایتالیا است که در استان گوریتزیا واقع شده‌است.

## خصوصیات
دوبردو دل لاگو ۲۶٫۹ کیلومترمربع مساحت و ۱٬۴۷۵ نفر جمعیت دارد و ۹۲ متر بالاتر از سطح دریا واقع شده‌است.